# Crorema evanescens
Crorema evanescens är en fjärilsart som beskrevs av George Francis Hampson 1910. Crorema evanescens ingår i släktet Crorema och familjen tofsspinnare. Inga underarter finns listade i Catalogue of Life.